# NGC 4681
NGC 4681 ist eine 12,7 mag helle Spiralgalaxie vom Hubble-Typ Sab im Sternbild Zentaur am Südsternhimmel. Sie ist schätzungsweise 140 Millionen Lichtjahre von der Milchstraße entfernt und hat einen Durchmesser von etwa 65.000 Lichtjahren.
Das Objekt wurde am 15. März 1836 von John Herschel mit einem 18-Zoll-Spiegelteleskop entdeckt, der sie mit „pF, S, R, gbM, 15 arcseconds“ beschrieb.